# Voie à double écartement
 (janvier 2018).
Si vous disposez d'ouvrages ou d'articles de référence ou si vous connaissez des sites web de qualité traitant du thème abordé ici, merci de compléter l'article en donnant les références utiles à sa vérifiabilité et en les liant à la section « Notes et références ».

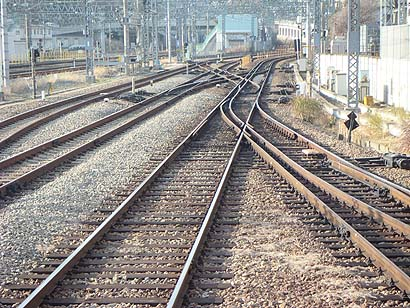
Voie à deux écartements (1435 mm) à Odawara au Japon

Une voie à double écartement (ou à écartements multiples) est une voie ferrée permettant la circulation de matériel roulant à écartements différents sur une même plate-forme. Dans la majorité des cas, les voies à double écartement sont constituées de trois rails identiques (exemples du Japon, du chemin de fer du Vivarais en France) alors qu'une voie ordinaire n'en compte que deux. Les deux rails externes sont utilisés pour l'écartement le plus large tandis que l'un des rails extérieurs et un troisième rail, placé entre les deux précédents, permettent les circulations à l'écartement plus réduit. L'une des files de rail est commune aux deux écartements et s'use un peu plus rapidement. Cette configuration de voie ne doit pas être confondue avec le système du troisième rail utilisé pour l'alimentation électrique.

## Configurations

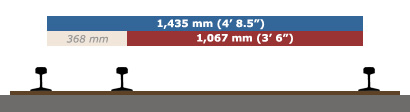
Voie normale (1435 mm) et écartement de 1067 mm (très fréquent en Afrique) sont suffisamment différents pour permettre une voie à trois files de rail.

Pour qu'une voie à deux écartements puisse être constituée de trois files de rail, il faut que la différence entre les écartements soit suffisamment importante afin de permettre la fixation des rails (tirefonds, clous, boulons, selon le pays et la technologie) qui nécessite un certain espace. Un cas rencontré en Afrique du Sud mélange écartements d'un mètre et de 1 067 mm : les écartements sont trop proches pour permettre une voie à trois files. Dans ces cas, on utilise 4 files de rail imbriquées, en décalant les axes des voies (par exemple : rails AA d'une voie, rails BB d'une autre voie, disposés ABAB de gauche à droite). [réf. souhaitée]
Cette situation se rencontre aussi en France, sur le chemin de fer de la Baie de Somme (CFBS), mais pour d'autres raisons : cette ligne voyait souvent la circulation de matériel à voie normale (1 435 m), pour éviter de devoir acheter des locomotives à cet écartement la compagnie a eu recours à ses machines à voie métrique munies d'un tampon central et d'un wagon muni d'un côté d'un tampon central unique « métrique » et de l'autre côté d'un attelage conventionnel avec deux tampons, à gauche et à droite. L'axe des voies devant être le même, la voie métrique (1 m) a été placée au centre de la voie normale.
En jouant sur l'imbrication des 4 files de rail, on peut réaliser une voie à 3 écartements, cas rencontré pour les voies de 1,435 m, 1,067 m et 1,0 m.

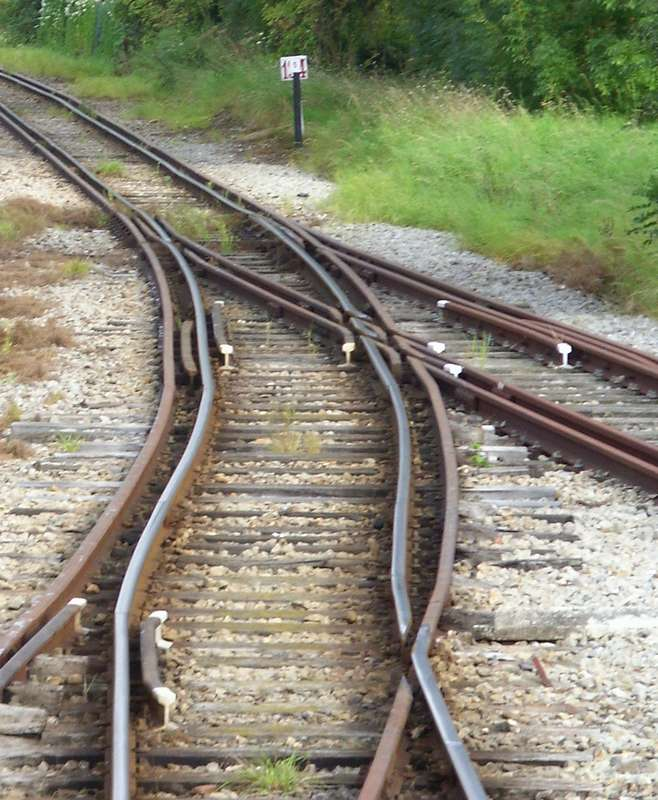
Voie au double écartement sur le CFBS

Le CFBS préserve une portion de voie à double écartement (métrique et normal) sur la ligne de Noyelles à Saint-Valéry-sur-Somme. Ce double écartement est réalisé avec 4 files de rails : les deux rails intérieurs sont à l'écartement métrique et les deux rails extérieurs sont à l'écartement standard. Le matériel à écartement métrique utilisé sur le réseau dispose d'un tampon central alors que le matériel à écartement normal a deux tampons. L'attelage est le même pour les deux écartements. Il existait des wagons à double tamponnement (soit 3 tampons) afin de permettre l'utilisation d'un tracteur métrique pour des wagons standards et réciproquement.

## Conversion d'écartement

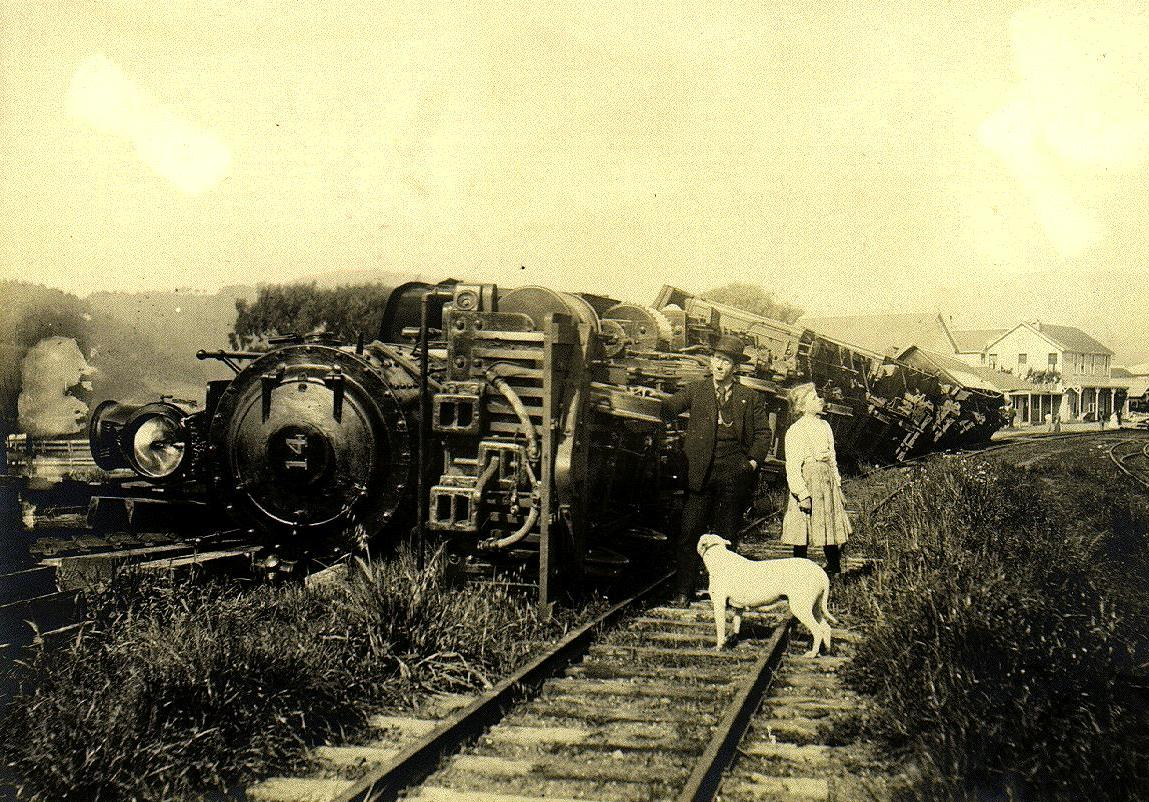
Une locomotive déraillée après le tremblement de terre de 1906 à San Francisco. Elle dispose de trois blocs d'attelage pour à la fois les voies normales et étroites.

Les voies à plusieurs écartements entraînent des complications qui montrent à quel point la standardisation des écartements est une chose importante. Après que la voie normale a commencé à se répandre, un consensus a permis de la généraliser autant que possible. Si un opérateur ferroviaire cherche à convertir un écartement en un autre, il aide souvent à construire une section à double écartement, comme cela a souvent été fait par le passé.
Si l'écartement doit être réduit, les traverses peuvent être conservées avec quelques modifications. Si la voie doit être élargie, les traverses utilisées auparavant peuvent se révéler trop courtes et au moins quelques-unes devront être remplacées par des plus larges. Un problème semblable peut être rencontré au sujet des rails, trop légers pour supporter les nouvelles charges qu'un écartement plus large permet. Ce sont de tels problèmes qui imposent parfois une voie à deux écartements. Un autre problème concerne les voies construites après les années 1930 : si les traverses ne sont pas en bois, il est difficile de percer les trous de fixation pour le nouvel écartement. C'est ainsi que certaines traverses en béton sont déjà prévues pour plusieurs écartements, au cas où.
Durant la conversion de la ligne de Melbourne à Adelaide en Australie de 5' 3" (voie large) à 4' 8½ (voie normale), une double voie en rails lourds n'était pas possible, les patins de rails étant trop larges. Une traverse spéciale « changement d'écartement » comportant un sabotage réversible pour attache Pandrol a été utilisée, ce qui a permis la conversion de ligne en deux semaines seulement.
Dans la banlieue d'Adelaide, les traverses en bois prévues pour la voie large ont été remplacées par des traverses en béton prévues pour un éventuel changement d'écartement.
Durant la Seconde Guerre mondiale, les avancées (et reculées) du front russe entraînaient des conversions d'écartement incessantes.

### Coût d'un exemple
En 2005, les Chemins de fer pakistanais ont lancé la conversion de 128 kilomètres  de la ligne de Mirpur Khas à Khokhrapar de l'écartement de 1 000 mm à celui de 1 676 mm. Le coût a été 1,8 milliard de roupies pakistanaises (21,946 millions d'euros), soit un peu plus de 171 000 € par kilomètre.

## Méthodes de transition entre écartements
On ne citera que des méthodes représentatives, mais il en existe de nombreux genres :
- Bogies porteurs (en anglais) ou trucks porteurs (en américain) (rollblocks (en) pour les voies étroites), qui transportent le matériel d'un certain écartement sur une voie à écartement différent. Ce système est surtout utilisé dans le cas où l'écartement d'origine du wagon est plus large. Les quantités à transporter ne peuvent pas être trop importantes et la vitesse est limitée.
- Échange de bogie (en), système qui consiste à lever le véhicule et à échanger ses organes de roulement. C'est le système utilisé entre la France et l'Espagne pour les wagons de marchandises, et entre la Biélorussie et la Pologne pour les trains de voyageurs reliant Moscou ou Saint-Pétersbourg avec l'Europe occidentale sans changement de train, par exemple le Riviera-Express.
- Matériel à écartement variable, sur lequel l'écartement entre les roues peut être augmenté ou réduit. C'est le cas des Talgo France / Espagne.
- Transbordement, consistant à faire passer les passagers (ou les marchandises) d'un train à un autre. Cette opération est peu coûteuse, mais elle prend du temps (pour les marchandises) et n'est pas très appréciée (pour les passagers).

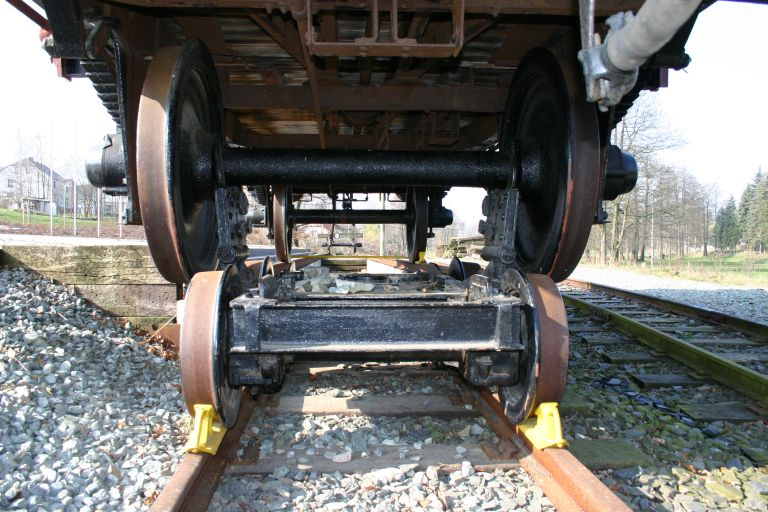
Bogie porteur en Allemagne

- Utilisation de conteneurs.

### Utilisations enSuisse

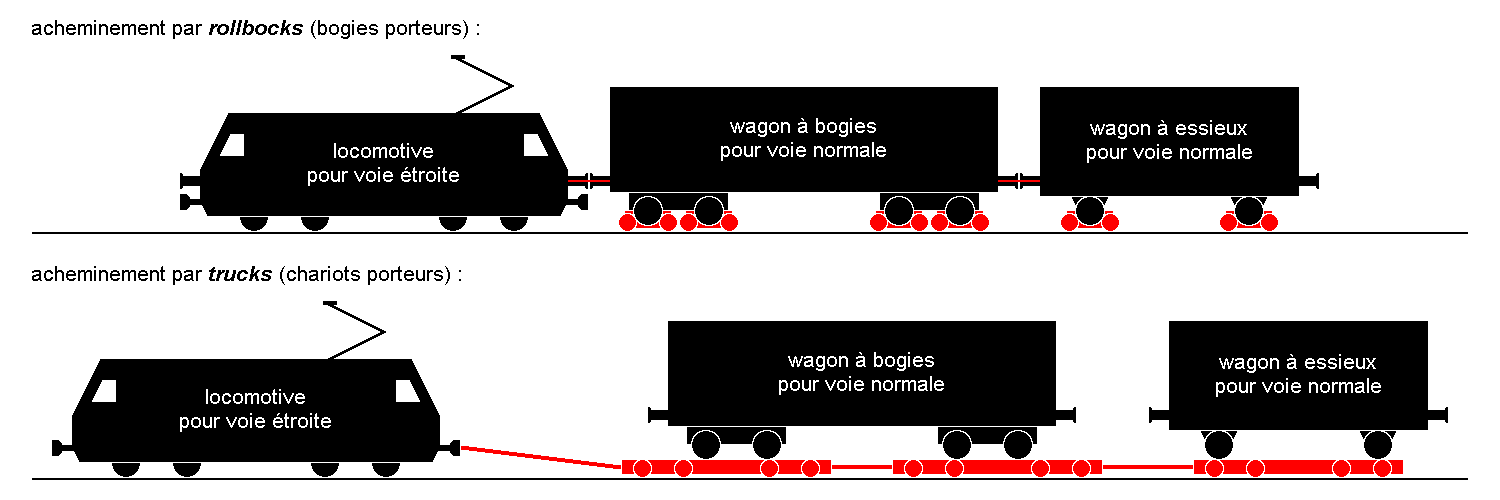
Différence rollbocks / trucks

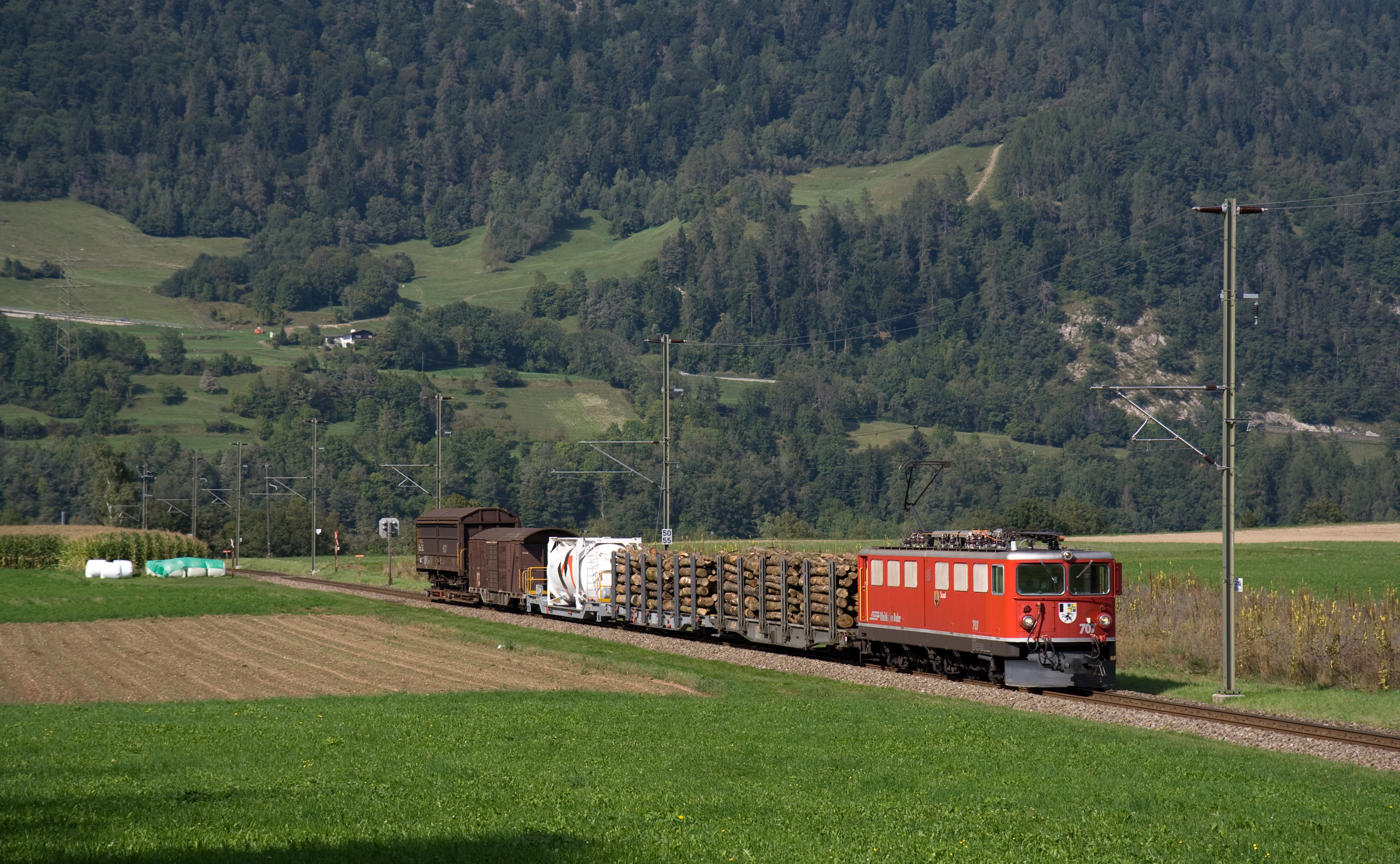
Train RhB avec wagon à voie normale sur truck, en fin de convoi

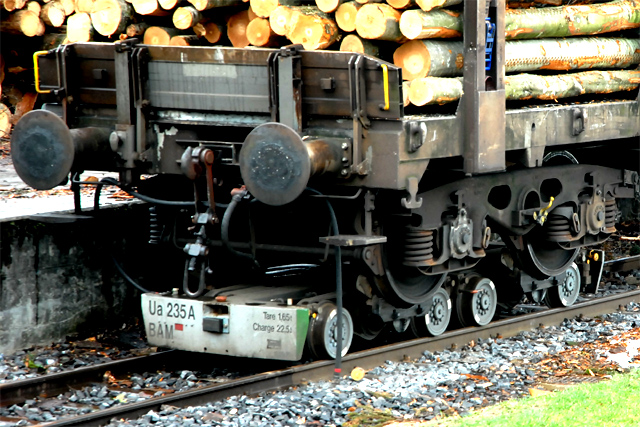
Paire de rollbocks sur le Chemin de fer Bière-Apples-Morges

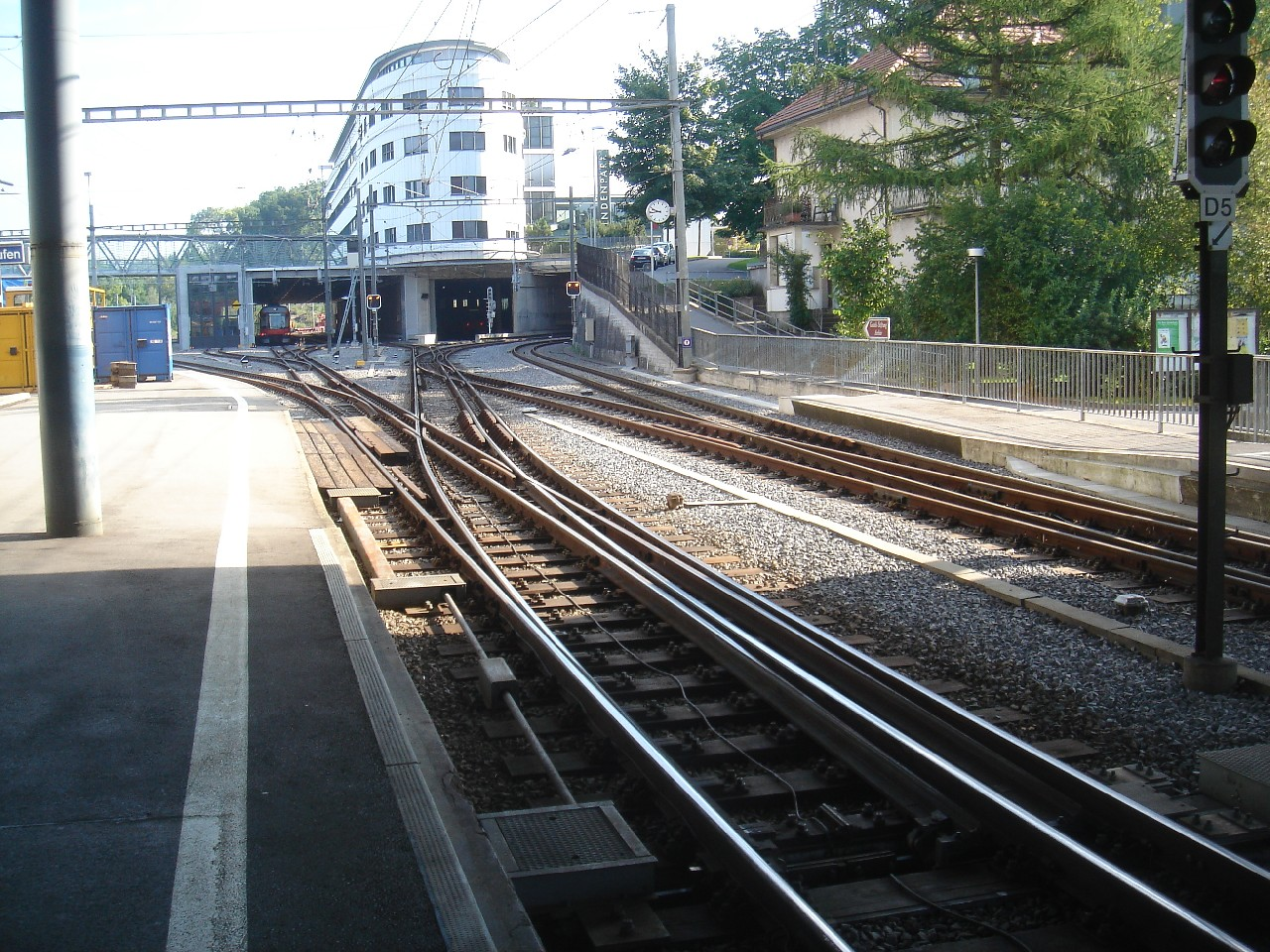
Troisième rail sur le RBS à Worblaufen

Nombre de chemins de fer privés suisses sont à voie métrique, et ceux qui assurent le trafic de wagons complets utilisent l'une ou l'autre de ces méthodes :
- Les chariots porteurs, aussi nommés trucks ; un wagon à 2 essieux prend place sur un truck, un wagon sur bogies est placé en encorbellement sur deux trucks, un sous chaque bogie. Système utilisé par :
  - Chemins de fer du Jura (CJ)
  - Zentralbahn (Zb)
  - Chemins de fer rhétiques (RhB)

- Les bogies porteurs, ou rollbocks, qui se placent sous chaque essieu du wagon à voie normale, indifféremment que ce dernier soit à 2  ou   4 essieux. Méthode utilisée par :
  - Bière–Apples–Morges (BAM MBC)
  - Yverdon–Sainte-Croix (YSC TRAVYS)
  - Montreux–Oberland Bernois (MOB)
  - Transports publics fribourgeois (TPF, réseau de la Gruyère)
  - Wynental- und Suhrentalbahn (WSB AAR bus+bahn)

Ces chemins de fer, à l'exception du MOB, utilisaient autrefois des trucks, mais ont ensuite opté pour les rollbocks, plus souples d'utilisation.
- Un troisième rail, utilisé par :
  - Regionalverkehr Bern-Solothurn (RBS) entre Worblaufen et Deisswil
  - Chemins de fer rhétiques (RhB) entre Coire et Domat/Ems
  - BDWM Transport entre Wohlen et Bremgarten-West

### Problématique espagnole
En Espagne, cette solution qui cherche dans le couloir méditerranéen à faciliter l'usage conjoint d'une voie par les trains internationaux et d'une voie pour les trains nationaux est confronté à plusieurs problématiques : limitations de vitesse, électrification et signalisation.

## Double écartement, double alimentation
Un mini-métro à Gijón, en Espagne, est à la fois à voie métrique et large et électrifié en (1 500 V continu / 3 000 V continu).